# أليخاندرو هرنانديز
أليخاندرو هرنانديز (بالإسبانية: Alejandro Hernández)‏ هو لاعب كرة قدم مكسيكي، ولد في 11 مارس 1948 في مدينة مكسيكو في المكسيك. لعب مع كلوب ليون.

## وصلات خارجية
- أليخاندرو هرنانديز على موقع قاعدة بيانات كرة القدم.إي يو (الإنجليزية)
- أليخاندرو هرنانديز على موقع عالم كرة القدم.نت (الإنجليزية)
- أليخاندرو هرنانديز على موقع أوليمبيديا (الإنجليزية)